# Demisexualita

Vlajka demisexuálů – černý klín reprezentuje asexualitu a pruhy reprezentují graysexualitu a demisexualitu (šedý), sexualitu (bílý) a komunitu (nachový)

Demisexualita je druh sexuality, při níž dochází k vnímání sexuální přitažlivosti, resp. k navázání pohlavního styku teprve po navázání silnější citové vazby k partnerovi. K důsledkům tohoto přístupu patří kromě jiného delší doba navazování intenzivnějšího vztahu (většinou několik týdnů nebo měsíců), pociťování sekundární sexuální přitažlivosti (na rozdíl od primární zaměřené spíše psychologicky než fyzicky) či odmítání nezávazného sexu.
Demisexuálové byli dříve řazeni k asexuálům.